# For No One
For No One é uma canção composta por Paul McCartney, creditada Lennon/McCartney, gravada pela banda britânica The Beatles no álbum Revolver de 1966. Em 1975, a canção foi regravada por Caetano Veloso no álbum Qualquer Coisa.
A letra da canção fala de um amor que está se acabando, o homem vai percebendo que a mulher não o ama mais, mas continua tendo alguma esperança, que vai se perdendo.

## Ficha Técnica
- Paul McCartney: Vocais, baixo, piano e clavicórdio
- Ringo Starr: Bateria, pandeiro e maracas
- Alan Civil: Trompa